# Nienborstel
Nienborstel (niederdeutsch Nienbossel) ist eine Gemeinde im Kreis Rendsburg-Eckernförde in Schleswig-Holstein im Bereich des Naturparks Aukrug.

## Geografie

### Geografische Lage
Das Gemeindegebiet von Nienborstel erstreckt sich westlich von der Barlau im Landschaftsbereich des Naturraums Heide-Itzehoer Geest (Haupteinheit Nr. 693) der Schleswig-Holsteinischen Geest.

### Ortsteile
Neben dem namenstiftenden Dorf umfasst die Gemeinde ebenfalls die weiteren Ortsteile Barlohe und Hütten, beide weitere Dörfer, die Häusergruppen Freudenberg (teilweise) und Weide, ebenso auch der Hof Hagedorn und die Streusiedlung Dörpstedt.

### Nachbargemeinden
An das Gemeindegebiet von Nienborstel grenzen:
|            | Embühren, Brinjahe                          | Stafstedt |
| Haale      | Kompassrose, die auf Nachbargemeinden zeigt | Nindorf   |
| Osterstedt |                                             | Remmels   |

### Naturschutz
Im Nordwestlichen Bereich des Gemeindegebietes liegt mit dem Großen Haaler Gehege ein Teilgebiet des NATURA 2000-Schutzgebietes FFH-Gebiet Wälder der nördlichen Itzehoer Geest.

## Politik

### Gemeindevertretung
Bei der Kommunalwahl am 14. Mai 2023 wurden insgesamt neun Sitze vergeben. Diese fielen erneut alle an die Allgemeine Aktive Kommunale Wählergemeinschaft Nienborstel. Die Wahlbeteiligung betrug 55,7 %.

### Wappen
Blasonierung: „Von Gold und Grün im Schlangenschnitt leicht gesenkt geteilt, darauf ein vierblättriger Laubbaum in verwechselten Farben.“

## Wirtschaft und Infrastruktur

### Wirtschaftsstruktur
Die Wirtschaft im Gemeindegebiet ist recht ländlich strukturiert. Von Bedeutung sind in erster Linie die Betriebe der Landwirtschaft.

### Unternehmen
Die Gemeinde ist Sitz vom „Maschinenring Mittelholstein“.

### Verkehr
Der motorisierte Individualverkehr gelangt in die Gemeinde Nienborstel auf der Bundesstraße 77 im Abschnitt zwischen Rendsburg und Itzehoe. Die Strecke führt südöstlich vom Großen Haaler Gehege durch den Ortsteil Barlohe. In der Gemeinde Hohenwestedt weiter südlich wird die Strecke verknüpft mit der in Ost-West-Richtung führenden Bundesstraße 430.